# Lina Magull
Lina Magull (Dortmund, Alemania; 15 de agosto de 1994) es una futbolista alemana. Juega como mediocampista y su equipo actual es el Inter de Milán de la Serie A de Italia. Es internacional con la selección de Alemania, con la que ha jugado dos Copas Mundiales.

## Trayectoria

### Clubes
Lina Magull comenzó a jugar al fútbol a los cinco años en las categorías infantiles del club Horder SC, ubicado en su ciudad natal, Dortmund. Tras continuar su desarrollo en los equipos de Hombrucher y SuS Kaiserau en los suburbios de la ciudad, se mudó a Gütersloh en 2009 en donde debutó en el primer equipo a los quince años en la segunda división de Alemania. Magull jugó tres temporadas en el FSV Gütersloh y logró la promoción a la Bundesliga Femenina al final de la temporada 2011-12. En ese mismo año, finalizó en segundo lugar en el ranking femenino de la Medalla Fritz Walter, un premio otorgado por la federación alemana a los mejores talentos jóvenes del país.
Sus actuaciones llamaron la atención del Wolfsburgo, que la fichó en 2012. El 14 de noviembre de 2012 anotó su primer gol en la Bundesliga, justamente contra su antiguo club, el Gütersloh. Al final de la temporada consiguió el triplete de títulos al ganar la Bundesliga, la Copa de Alemania y la Liga de Campeones. Los éxitos continuaron en la temporada siguiente, el repetir las conquintas en la liga local y en Liga de Campeones. Su último título ganado con el Wolfsburgo fue la Copa de Alemania de 2014-15.
Entre 2015 y 2018 jugó en el SC Friburgo en donde disputó 72 partidos y marcó 34 goles. En marzo de 2018 fue contratada por el Bayern Múnich. Con el club bávaro jugó cinco temporadas y media, disputando 159 partidos y anotando 40 goles, y consiguió los títulos de Bundesliga en 2021 y 2023. Tras ver su tiempo de juego reducido en la temporada 2023-24, Magull pidió la rescisión de su contrato para poder realizar una transferencia. El club cumplió su deseo y anunció la terminación del vínculo el 13 de enero de 2024. Posteriormente, la jugadora fue anunciada como nueva incorporación del Inter de Milán.
| Club             | País     | Año       |
| ---------------- | -------- | --------- |
| FSV Gütersloh    | Alemania | 2010-2012 |
| VfL Wolfsburgo   | Alemania | 2012-2015 |
| SC Friburgo      | Alemania | 2015-2018 |
| FC Bayern Múnich | Alemania | 2018-2023 |
| Inter de Milán   | Italia   | 2024-act. |

### Selección nacional
Magull debutó en la selección sub-15 de Alemania en 2008. Se coronó campeona con la selección sub-20 en la Copa Mundial de 2014. Disputó su primer partido con la selección absoluta en 2015, y desde entonces lleva marcados 22 goles en 75 partidos. En la Eurocopa Femenina 2022 llegó hasta la final en donde cayó derrotada por Inglaterra.

## Palmarés

### Campeonatos nacionales
| Título           | Club           | País     | Temporada |
| ---------------- | -------------- | -------- | --------- |
| Bundesliga       | VfL Wolfsburgo | Alemania | 2012-13   |
| Copa de Alemania | VfL Wolfsburgo | Alemania | 2012-13   |
| Bundesliga       | VfL Wolfsburgo | Alemania | 2013-14   |
| Copa de Alemania | VfL Wolfsburgo | Alemania | 2014-15   |
| Bundesliga       | Bayern Múnich  | Alemania | 2020-21   |
| Bundesliga       | Bayern Múnich  | Alemania | 2022-23   |

### Campeonatos internacionales
| Título              | Equipo                       | Sede       | Año     |
| ------------------- | ---------------------------- | ---------- | ------- |
| Liga de Campeones   | VfL Wolfsburgo               | Inglaterra | 2012-13 |
| Liga de Campeones   | VfL Wolfsburgo               | Portugal   | 2013-14 |
| Copa Mundial Sub-20 | Selección sub-20 de Alemania | Canadá     | 2014    |